# Love for Sale
Love for Sale es el segundo álbum de estudio a dueto entre los cantantes y compositores estadounidenses Tony Bennett y Lady Gaga, después de Cheek to Cheek (2014). Es a su vez el sexagésimo primer álbum de estudio grabado por Bennett y el séptimo por Gaga. Fue lanzado el 30 de septiembre de 2021 en los Estados Unidos y al día siguiente a nivel mundial bajo la distribución de Interscope y Columbia Records. El disco, enfocado principalmente en los géneros de jazz y traditional pop, contiene numerosas versiones de temas de Cole Porter. Es el último disco grabado por Bennett luego de que se retirara de la música en agosto de 2021 a causa del avanzado estado de su alzheimer que le fue diagnosticado en 2016. Con 95 años y 60 días al momento de su publicación, Bennett estableció el récord Guinness del artista más longevo en lanzar un álbum de material nuevo.
Love for Sale tuvo una respuesta crítica mayormente positiva, con los expertos elogiando la química entre ambos artistas y la voz de Gaga, además de describirlo como un retiro sólido para Bennett. En Metacritic, sumó 70 puntos de 100 sobre la base de diversas reseñas profesionales. En términos comerciales, ingresó al top 10 de los álbumes más vendidos en países como Alemania, los Estados Unidos, Francia, Italia y el Reino Unido.
Para su promoción, fueron lanzados como sencillos los temas «I Get a Kick Out of You» y «Love for Sale». Asimismo, se ofrecieron dos conciertos en el Radio City Music Hall para despedir a Bennett de los escenarios que fueron grabados para el especial One Last Time: an Evening With Tony Bennett and Lady Gaga, que posteriormente recibió una nominación a los Premios Primetime Emmy. El álbum se alzó con dos Premios Grammy y estuvo nominado en la categoría de álbum del año.

## Antecedentes y lanzamiento
Tras haber grabado y publicado su propia versión de «The Lady Is A Tramp» en 2011, Tony Bennett y Lady Gaga comenzaron a discutir sobre futuras colaboraciones. En septiembre de 2014, lanzaron su primer álbum a dúo, Cheek to Cheek, que constó de numerosas versiones de canciones pertenecientes al Great American Songbook, como «Anything Goes» y «I Can't Give You Anything but Love», ambas publicadas como sencillos. El disco tuvo una buena recepción crítica, con reseñas de expertos que alabaron la química de ambos cantantes y su rendimiento vocal; igualmente, ganó un premio Grammy como mejor álbum de pop vocal tradicional. Comercialmente, debutó en el primer puesto del Billboard 200 de los Estados Unidos, además de haber sido el disco de jazz más exitoso del 2014 y 2015 en dicho territorio. Del mismo proyecto, surgió un especial televisivo llamado Tony Bennett and Lady Gaga: Cheek to Cheek Live!, que recibió una nominación a los premios Emmy, así como también una gira mundial llamada Cheek to Cheek Tour, que fue una de las más exitosas de 2015. Tras culminar la promoción del álbum, ambos se dedicaron a otros proyectos.
El 28 de septiembre de 2014, Gaga concedió una entrevista donde aseguró que volvería a grabar álbumes de jazz. Posteriormente, reveló que Bennett le propuso trabajar en un nuevo disco de temas del músico Cole Porter al día siguiente de la publicación de Cheek to Cheek. Según Gaga, aceptó la oferta ya que para ella es importante que el jazz permanezca vivo a través de las generaciones. En octubre de 2015, Bennett confirmó que ya se encontraba trabajando en un segundo disco junto a Gaga. En junio de 2016, Bennett afirmó que el nuevo material saldría más tarde ese mismo año y numerosos medios especularon que sería el 2 de agosto, para coincidir con el nonagésimo cumpleaños del músico. Sin embargo, el álbum no fue lanzado, sino que en su lugar se publicó Tony Bennett Celebrates 90 (2016), un álbum en vivo donde varios artistas rindieron tributo a Bennett y para el que Gaga grabó una versión de «The Lady Is A Tramp» y «La vie en rose».
El 1 de febrero de 2021, la AARP reveló que Bennett había sido diagnosticado con alzheimer en 2016 y su familia aseguró que el álbum finalmente sería lanzado en el segundo trimestre de ese año luego de haber sufrido varios retrasos por la apretada agenda de Gaga y la pandemia de COVID-19. No obstante, el disco no pudo ser lanzado en el lapso anunciado ya que Gaga estuvo dos meses y medio en Italia rodando la película House of Gucci (2021). El 29 de junio, MTV anunció que Bennett y Gaga grabarían un segmento para el programa MTV Unplugged el 2 de julio. El día de las grabaciones, Gaga fue vista yendo a los estudios del canal con un bolso que decía «Love for Sale», lo que llevó a los medios a especular que se trataba del nombre del nuevo álbum a dueto con Bennett. El título fue confirmado el 3 de agosto después de que un anuncio publicitario fuese proyectado en el Times Square de Nueva York, donde además se reveló su portada y fecha de lanzamiento para el 1 de octubre de 2021, que Gaga confirmó horas más tarde por Twitter.

## Grabación
El álbum fue grabado entre 2018 y 2020 en los Electric Lady Studios de Nueva York. A pesar de que Bennett había sido diagnosticado con alzheimer en 2016, continuó dedicándose a la música por recomendación de su doctor y su familia pidió a Gaga que el álbum se grabara lo antes posible ya que desconocían hasta qué punto Bennett podría seguir cantando. De este modo, ambos grabaron el álbum mientras Gaga se encontraba promocionando la película A Star Is Born (2018) y trabajando en su disco como solista Chromatica (2020). La familia de Bennett describió el proceso de grabación como «sumamente emocional» debido a que su condición le impedía en ocasiones completar las canciones, a su vez que Gaga lloraba entre tomas al ver el estado de Bennett.

## Recepción

### Comentarios de la crítica
En términos generales, Love for Sale tuvo una respuesta mayormente positiva por parte de los críticos, quienes hablaron favorablemente de la combinación entre ambos artistas y el registro vocal de Gaga, y lo describieron como una despedida sólida para la carrera de Bennett. En Metacritic, promedió 70 puntos de 100 sobre la base de 10 reseñas profesionales, lo que denota «críticas generalmente favorables». Por otro lado, en el sitio Album of the Year, sumó 70 puntos de 100 sobre la base de 12 reseñas, mientras que en AnyDecentMusic? totalizó 7.2 puntos de 10.
Helen Brown de The Independent le otorgó una calificación perfecta de cinco estrellas y elogió las técnicas vocales de Gaga, así como la calidez en la voz de Bennett, además de afirmar que «la química del dúo supera todas las expectativas». Joe Gross de la revista Rolling Stone lo calificó con tres estrellas de cinco y escribió que: «Para Gaga, que canta con entusiasmo y alegría, este álbum señala el camino hacia un futuro musical clasicista (o quizá centrado en Las Vegas) que sus seguidores probablemente no consideraron cuando estaban oyendo "Poker Face". En cuanto a Bennett, bueno, ¿retirarse de la actuación en vivo a los 95? Nunca va a triunfar en este negocio con esa actitud». Sebastian Scotney de The Arts Desk también lo calificó con tres estrellas de cinco y sostuvo que: «El hecho de que el álbum permanezca en el mundo elegante pero turbulento de Cole Porter lo convierte en un trabajo más convincente que Cheek to Cheek (2014). Y la combinación Bennett/Gaga también ha evolucionado. Es como si ahora Gaga tuviera menos necesidad de esforzarse, de "actuar", de encontrar diferentes modismos, de probar algo. Este es un álbum más tranquilo y menos histriónico que su predecesor».
Por otro lado, Neil McCormick de The Telegraph le otorgó cuatro estrellas de cinco y dijo que: «La relación musical entre el veterano cantante Tony Bennett y la diva del pop Lady Gaga representa casi con certeza la brecha de edad más grande entre los dúos en la historia de la música popular. Hay 60 años entre Bennett (95) y Gaga (35), y ciertamente se nota en la textura de sus voces, con el tono de roble de Bennett lijado tan fino que se ha vuelto casi translúcido, mientras que Gaga ronronea y se pavonea en tonos de terciopelo y miel». El Hunt de la revista NME le dio tres estrellas de cinco y expresó que: «Love For Sale es mejor cuando Bennett y Gaga intercambian líneas en broma y cantan al unísono, mientras el veterano cantante contrarresta la voz de su colaborador con ingeniosa moderación. Estos sutiles toques animan lo que de otro modo podría ser un disco de versiones bastante normal. Aunque son íconos muy diferentes, de generaciones completamente diferentes, es un testimonio de su poder que ambos artistas encuentren sus propias voces en clásicos tan atemporales». Alexis Petridis de The Guardian también lo calificó con estrellas de cinco y aseguró que «Love for Sale es prueba de que Lady Gaga puede cantar jazz de una manera digna de crédito», y añadió: 

Más allá de la simpatía y el sentimiento, Love for Sale desarma el cinismo simplemente por ser contagiosamente divertido. Si Gaga está preparando otra reinvención para ampliar a su público, no suena así. Incluso si quisieras lanzar una crítica, se siente que se está divirtiendo demasiado como para inyectar el patetismo necesario en una canción como «Night and Day». Le van mejor las canciones de amor más ligeras y animadas. Las voces de Bennett son claramente las de un hombre mayor, pero nunca ocultan su mala salud: siempre fue un cantante de voz plena, y la cantidad de poder que todavía puede reunir es bastante notable. Y si su condición afectó la química entre ellos en el estudio, no lo notarías por temas como «I Get a Kick Out of You» o «You're the Top».

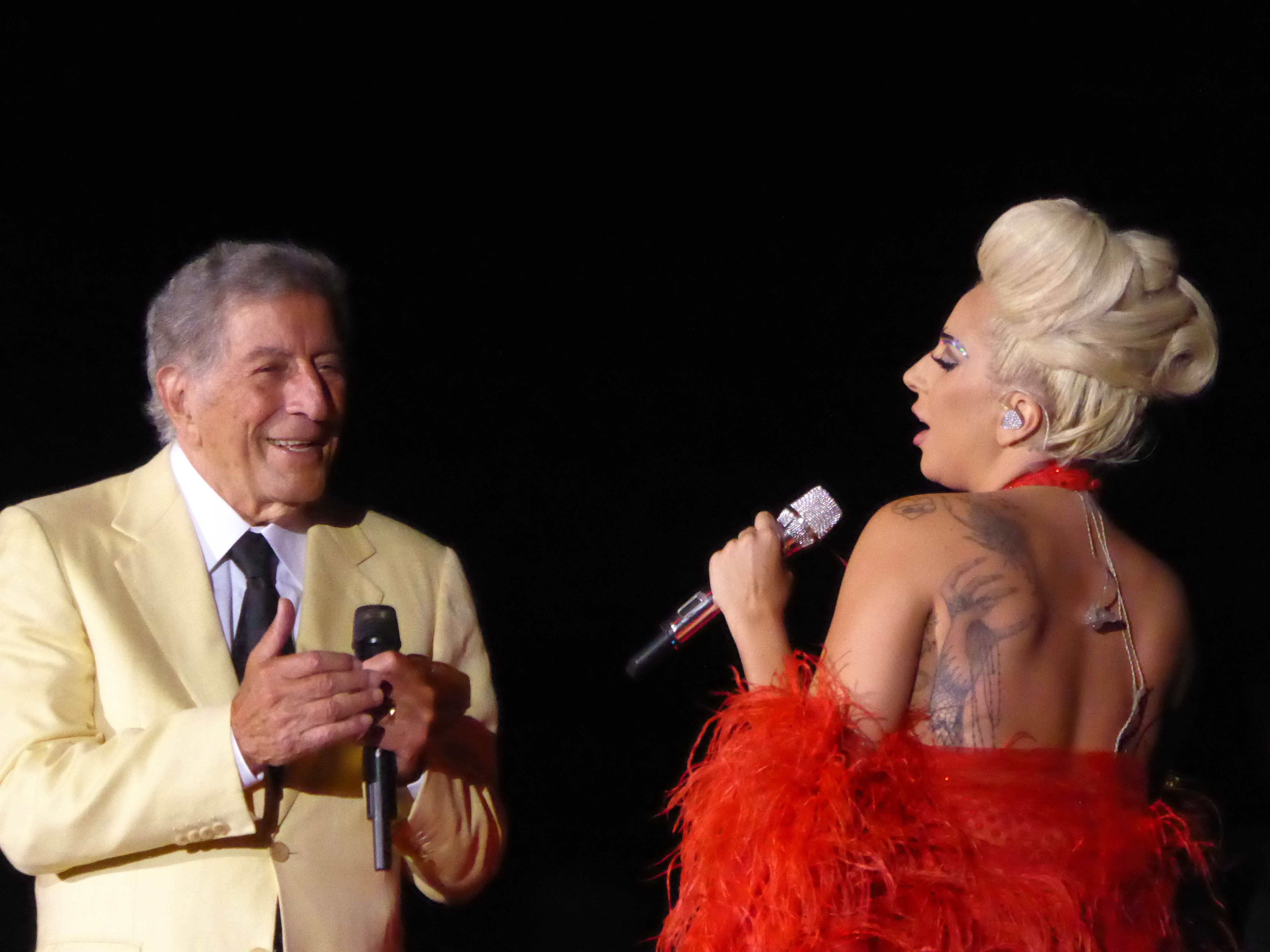
Lady Gaga y Tony Bennett, intérpretes de Love for Sale.

Will Hodgkinson de The Times lo calificó con cuatro estrellas de cinco y sostuvo que: «En lo que respecta a los clásicos de Cole Porter, Gaga tiene un sentimiento por estos estándares urbanos y una cierta habilidad para habitarlos, tanto que los revive de nuevo. Bennett es un profesional consumado y es notable lo bien conservada que permanece su voz cinco años antes de cumplir 100 años, pero Gaga tiene una cualidad más salvaje y cálida que resulta atractiva. Sus gritos e insinuaciones cierran la brecha entre la actuación y el canto al agregar suficientes momentos de risa y improvisación para darle un toque divertido de Broadway a todo el asunto». Robin Murray de Clash le dio 7 puntos de 10 y escribió: «Los álbumes de swing no escasean en este momento: desde el cambio de milenio, casi se ha convertido en un establo pop de nuevo, una experiencia lounge impulsada por cócteles. Sin embargo, Love For Sale supera esto, impulsado por la vivacidad de sus interpretaciones y el encanto relajado con el que se logra. Existente en un ámbito diferente al de Chromatica, es testimonio de la asombrosa amplitud de Lady Gaga y la efervescencia atemporal de Tony Bennett». David Smyth de Evening Standard le otorgó cuatro estrellas de cinco y elogió las voces de ambos artistas al mencionar que: «Gaga, a pesar de su artificio pop y su talento para llevar la comida como ropa, siempre ha sido natural en el canto con una mano apoyada en la tapa de un piano. Su voz aquí, con una orquesta lujosa detrás en lugar de efervescencia electrónica, suena como en casa. Mientras tanto, Bennett también suena con una voz notablemente buena, ronca pero fuerte».

### Rendimiento comercial
En los Estados Unidos, Love for Sale debutó en la octava posición del Billboard 200 con 41 mil unidades vendidas, de las cuales 38 mil fueron copias puras y 3000 en equivalencia de streaming. Con ello, fue el sexto álbum de Bennett en ingresar al top 10 del listado y el décimo de Gaga. De igual forma, Bennett extendió su récord del mayor tiempo entre dos álbumes top 10 por un artista vivo, al haber transcurrido 59 años desde que I Left My Heart in San Francisco (1962) entró a los diez primeros. Love for Sale debutó en la primera posición del conteo Traditional Jazz Albums, con lo que Bennett se convirtió en el artista con más álbumes número 1 en el listado, con un total de quince; también fue el segundo álbum de Gaga en liderar el conteo, tras Cheek to Cheek (2014).
En Europa, Love for Sale alcanzó la segunda posición en el listado oficial de álbumes de Suiza, la quinta en Alemania, sexta en Francia y el Reino Unido, la octava en Italia y la décima en los Países Bajos.

## Promoción

### Sencillos y videoclips
El 3 de agosto, fue lanzada como primer sencillo del álbum la versión de «I Get a Kick Out of You» y tres días más tarde su videoclip. Posteriormente, el 17 de septiembre, «Love for Sale» fue lanzada como segundo sencillo en simultáneo con su videoclip. El día de lanzamiento del disco, se estrenaron los vídeos musicales de «I Concentrate on You», «I've Got You Under My Skin» y «Dream Dancing».

### Otros medios
Debido a la avanzada condición del alzheimer que padecía Bennett, su familia comentó que el cantante estaba incapacitado para realizar entrevistas, aunque anunciaron el lanzamiento de un documental sobre el proceso de grabación del álbum. La revista Variety reveló que Love for Sale sería promocionado con tres especiales televisivos; el primero de ellos sería One Last Time: an Evening With Tony Bennett and Lady Gaga, que documentó dos conciertos que sirvieron para despedir definitivamente a Bennett de los escenarios y que se llevaron a cabo en el Radio City Music Hall de Nueva York los días 3 y 5 de agosto de 2021. Fue emitido por CBS en los Estados Unidos el 27 de noviembre de 2021 como parte de su maratón del Día de Acción de Gracias. El segundo especial es el MTV Unplugged, también grabado en agosto y emitido por MTV, mientras que el tercero fue The Lady and the Legend, en el que se mostraba el proceso de grabación del álbum y fue lanzado a través de Paramount+. El 3 de octubre, se emitió un segmento en el programa 60 Minutes sobre cómo fue realizar los conciertos en el Radio City Music Hall mientras Bennett luchaba con el alzheimer.
El día de lanzamiento del disco, Gaga ofreció un concierto virtual en colaboración con Westfield que fue proyectado simultáneamente en diversos centros comerciales de la empresa en varios países de Europa. Durante la actuación, interpretó temas incluidos en Love for Sale, Cheek to Cheek (2014) y A Very Gaga Holiday (2011), así como versiones de jazz de «Poker Face» y «Born This Way».

## Lista de canciones
- Edición estándar

| Love for Sale |                                    |                          |          |  |
| N.º           | Título                             | Intérprete(s)            | Duración |  |
| 1.            | «It's De-Lovely»                   | Tony Bennett y Lady Gaga | 2:53     |  |
| 2.            | «Night and Day»                    | Tony Bennett y Lady Gaga | 3:42     |  |
| 3.            | «Love for Sale»                    | Tony Bennett y Lady Gaga | 3:40     |  |
| 4.            | «Do I Love You?»                   | Lady Gaga                | 4:48     |  |
| 5.            | «I've Got You Under My Skin»       | Tony Bennett y Lady Gaga | 3:05     |  |
| 6.            | «I Concentrate on You»             | Tony Bennett y Lady Gaga | 3:56     |  |
| 7.            | «I Get a Kick Out of You»          | Tony Bennett y Lady Gaga | 3:33     |  |
| 8.            | «So in Love»                       | Tony Bennett             | 4:31     |  |
| 9.            | «Let's Do It (Let's Fall in Love)» | Lady Gaga                | 3:36     |  |
| 10.           | «Dream Dancing»                    | Tony Bennett y Lady Gaga | 4:16     |  |
| 36:00         |                                    |                          |          |  |

- Edición especial

| Love for Sale |                            |                          |          |  |
| N.º           | Título                     | Intérprete(s)            | Duración |  |
| 11.           | «Just One of Those Things» | Tony Bennett             | 2:59     |  |
| 12.           | «You're the Top»           | Tony Bennett y Lady Gaga | 2:49     |  |
| 41:08         |                            |                          |          |  |

## Posicionamiento en listas
| América           |                           |    |
| Canadá            | Canadian Albums           | 33 |
| Estados Unidos    | Billboard 200             | 8  |
| Estados Unidos    | Digital Albums            | 1  |
| Estados Unidos    | Top Album Sales           | 2  |
| Estados Unidos    | Jazz Albums               | 1  |
| Estados Unidos    | Traditional Jazz Albums   | 1  |
| Asia              |                           |    |
| Japón             | Japan Albums              | 45 |
| Europa            |                           |    |
| Alemania          | German Albums Chart       | 5  |
| Austria           | Austrian Albums Chart     | 4  |
| Bélgica (Flandes) | Ultratop 200 Albums       | 11 |
| Bélgica (Valonia) | Ultratop 200 Albums       | 5  |
| Escocia           | Scottish Albums Chart     | 5  |
| España            | Top 100 Álbumes Semanal   | 12 |
| Francia           | French Albums Chart       | 6  |
| Hungría           | Top 40 album- lista       | 34 |
| Irlanda           | Irish Albums Chart        | 24 |
| Italia            | Italian Albums Chart      | 8  |
| Países Bajos      | Dutch Albums Top 100      | 10 |
| Polonia           | Polish Albums Chart       | 7  |
| Reino Unido       | UK Albums Chart           | 6  |
| República Checa   | Czech Albums Chart        | 28 |
| Suecia            | Swedish Jazz Albums Chart | 1  |
| Suiza             | Swiss Albums Chart        | 2  |
| Oceanía           |                           |    |
| Australia         | Australian Albums Chart   | 11 |

## Premios y nominaciones
| Año  | Premiación    | Categoría                             | Resultado | Ref.   |
| ---- | ------------- | ------------------------------------- | --------- | ------ |
| 2021 | Grammy Awards | Álbum del Año                         | Nominado  | [ 13 ] |
| 2021 | Grammy Awards | Mejor Álbum de Pop Tradicional        | Ganador   | [ 13 ] |
| 2021 | Grammy Awards | Mejor Producción de Álbum, No Clásica | Ganador   | [ 13 ] |